# Zając wełnisty
Zając wełnisty (Lepus oiostolus) – gatunek ssaka z rodziny zającowatych (Leporidae), występujący na Wyżynie Tybetańskiej.

## Taksonomia
W 1840 roku brytyjski przyrodnik i etnolog Brian Houghton Hodgson po raz pierwszy opisał zająca wełnistego, nadając mu nazwę Lepus oïostolus, w czasopiśmie naukowym „Journal of the Asiatic Society of Bengal”. Miejsce typowe według oryginalnego opisu to „śnieżny region Himalajów, a może także Tybet”, ograniczone w 1964 roku do południowego Tybetu w Chińskiej Republice Ludowej. Holotyp znajduje się w zbiorach Muzeum Historii Naturalnej w Londynie. Dwa lata później Hodgson opisał kolejny takson Lepus pallipes, który brytyjski przyrodnik William Thomas Blanford w 1898 roku określił jako dorosłą formę zająca wełnistego. Obecnie oba taksony są synonimami. Radziecki teriolog Aleksiej Guriejew w 1964 roku umieścił gatunek w podrodzaju Tarimolagus, zaś rosyjski paleontolog Aleksandr Awierjanow w 1998 roku w podrodzaju Eulagos.
Podgatunek przewalskii wcześniej był uznawany za podgatunek zająca stepowego. Morfologicznie dzieli kilka cech z zającem pustynnym.

## Morfologia
Długość ciała (bez ogona) 400–580 mm, długość ogona 65–126 mm, długość ucha 105–115 mm, długość tylnej stopy 102–140 mm, masa ciała 2–4,25 kg. Samice są nieco większe i cięższe od samców. 
Futro jest długie i faliste. Na spodniej części ciała włosy są koloru białego, na stronie grzbietowej ciała kolor waha się od szarawo-brązowego do piaskowo-żółtego. Cechą wyróżniającą gatunek są pośladki odznaczające się kolorystycznie od reszty ciała jaśniejszą srebrzystą sierścią. Ogon zająca wełnistego jest biały z pojedynczym brązowym pasem u góry. Głowa w większości szara, wraz pyszczkiem jest nieco dłuższa niż bliskiego krewnego, zająca płowego. Kark szary, podobnie jak uszy w dużej mierze zakończone czarnymi końcówkami. Klatka piersiowa rudawa. Nogi są rudawo-siwe lub rudawe. Podbródek i część brzuszna są głównie białe. Sierść linieje tylko raz w roku.

## Zasięg występowania
Zasięg zająca wełnistego obejmuje większość Wyżyny Tybetańskiej. Jest szeroko rozmieszczony w zachodnich i środkowych Chinach, gdzie występuje w prowincjach Gansu, Qinghai, Syczuan, Tybet, Sinciang i Junnan, a także w północnych Nepalu i Indiach, poprzez Dżammu i Kaszmir oraz Sikkim.

## Ekologia

### Siedlisko
Typowym siedliskiem zająca wełnistego są wysokogórskie tereny trawiaste różnego typu: łąki alpejskie, łąki zaroślowe i zimne regiony pustynne, ale występuje także w górskich lasach iglastych lub mieszanych. Kryje się w norach świstaków i szuka schronienia wśród skał. Zazwyczaj unika gęstych zarośli. Zakres wysokości wynosi od 2500 do 5400 metrów nad poziomem morza.

### Tryb życia
Zając wełnisty to zwierzę płochliwe i zazwyczaj samotne. Choć bywa aktywny w ciągu dnia, to przeważnie prowadzi nocny tryb życia. Poszczególne osobniki regularnie wracają nocą na te same żerowiska. W ciągu dnia czasami odpoczywa na słońcu w osłoniętym miejscu. Żeruje głównie na trawach i roślinach zielnych, ale zjada również liście i łodygi małych krzewów.

### Rozród
Sezon rozrodczy rozpoczyna się w kwietniu i trwa do lipca. Dwa mioty rodzą się co roku, przy czym w każdym miocie rodzi się od jednego do dwóch młodych.

### Zależności międzygatunkowe
Zając wełnisty może być żywicielem pośrednim bąblowca wielojamowego.

## Ochrona
Międzynarodowa Unia Ochrony Przyrody oceniła zająca wełnistego za gatunek najmniejszego troski, jednak w Indiach jest uważany za zagrożony. Zagrożeniem dla gatunku jest utrata i pogorszenie się siedlisk, jak i ich fragmentacja co uniemożliwia poszczególnym osobnikom odbywanie lokalnych migracji. W niektórych obszarach lokalne polowania wpływają negatywnie na populację.